# أنابيب نانوية غشائية
انابيب نانوية غشائية الانابيب النانوية الغشائية إما وحيدة مفتوحة الأنابيب الجزيئية أو غشاء مؤلف من مفتوحة الأنابيب الجزيئية التي هي عموديا على سطح الغشاء وتكون مصفوفة مثل خلايا النحل. 'عدم النفاذية' ضرورية هنا للتمييز بين الأنابيب النانوية الأغشية عن التقليدية المعروفة التي تكون مثقبة.